# Ołeksandr Bobaryko
Ołeksandr Jewhenowycz Bobaryko, ukr. Олександр Євгенович Бобарико, ros. Александр Евгеньевич Бобарико, Aleksandr Jewgienjewicz Bobariko (ur. 4 marca 1957 w Czernihowie) – ukraiński piłkarz, grający na pozycji obrońcy, trener piłkarski.

## Kariera piłkarska
W 1976 rozpoczął karierę piłkarską w zespole amatorskim Promiń Czernihów, a w następnym roku został zaproszony do Desny Czernihów. Latem 1981 przeszedł do Karpat Lwów, ale grał jedynie w drużynie rezerw. Po fuzji Karpat z SKA Lwów od 1982 bronił barw SKA Karpaty Lwów, a latem 1983 odszedł do Torpeda Łuck. Na początku 1984 przeniósł się do Nywy Winnica. Latem 1987 debiutował w składzie pierwszoligowego Metałurha Zaporoże. W 1989 dołączył do Bukowyny Czerniowce. Latem 1991 wyjechał za granicę, gdzie występował w Cracovii, w której zakończył karierę piłkarza.

## Kariera trenerska
Karierę szkoleniowca rozpoczął po zakończeniu kariery piłkarza. W końcu 1991 dołączył do sztabu szkoleniowego Bukowyny Czerniowce, którą prowadził Juchym Szkolnykow. Latem 1992 przeniósł się z Szkolnykowym do Nywy Winnica. W lipcu 1994 po dymisji Szkolnykowa stał na czele winnickiego klubu, którym kierował do kwietnia 1995. Potem przez dłuższy czas pracował w dziale naukowo-metodycznym Federacji Futbolu Ukrainy (FFU). Obecnie jest wiceprzewodniczącym komitetu młodzieżowej piłki nożnej FFU oraz szefem działu wsparcia naukowo-metodycznego FFU.

## Sukcesy i odznaczenia

### Sukcesy piłkarskie
Nywa Winnica
- mistrz Ukraińskiej SRR: 1984

Bukowyna Czerniowce
- mistrz Ukraińskiej SRR: 1990
- wicemistrz Ukraińskiej SRR: 1989

### Odznaczenia
- tytuł Mistrza Sportu ZSRR